# Sektenmuzik
Sektenmuzik war ein Berliner Independent-Label, das im Bereich Hip-Hop tätig war. Gegründet wurde es von den Aggro-Berlin-Rappern Sido und B-Tight.

## Geschichte
Sektenmuzik wurde Ende 2006/Anfang 2007 durch Sido und B-Tight offiziell und mit Gewerbeanmeldung gegründet. Es bildet die Grundlage für die Rapgruppe Die Sekte, die bereits 1998 von Sido, B-Tight, Rhymin Simon und Vokalmatador gegründet wurde. Die Gruppe hat sich durch die Jahre mehrmals um Künstler vergrößert oder verkleinert. Ursprünglich bestand sie nur aus den damaligen Mitbewohnern von Sido und B-Tight. Bei dem 1998 veröffentlichten Album Sintflows zählten Sido, B-Tight, Rhymin Simon, Vokalmatador, Calle, Collins, Kimba und Milo$ zu den Mitgliedern der Sekte. Im Jahr 2001 verließen bis auf A.i.d.S. (Sido und B-Tight) alle anderen Mitglieder Die Sekte. In den Folgejahren vergrößerte sich die Mitgliederzahl wieder, als Rapper aus dem Aggro-Berlin-Umfeld der Formation beitraten. Bis auf Alpa Gun (Berlin-Schöneberg), Tony D (Berlin-Neukölln) und MOK (ebenfalls Berlin-Neukölln), stammen alle Mitglieder aus dem Märkischen Viertel in Berlin.
Im November 2009 indizierte die Bundesprüfstelle für jugendgefährdende Medien zwei Veröffentlichungen des Labels auf Liste A des Indexes. Betroffen sind dabei Sektenmuzik – Der Sampler II und Sektenmuzik – Der Sampler III.
Im Jahr 2011 verließen Alpa Gun und Greckoe das Label. Greckoe gründete sein eigenes Label "Aus dem Nichts Entertainment", Alpa Gun wechselte zu Major Movez. Da seit 2010 kein Album mehr über das Label erschienen ist und die Website von Sektenmusik nicht mehr existiert, kann davon ausgegangen werden, dass der Betrieb eingestellt wurde. Ob das Label als solches jedoch noch existiert oder nicht, ist schwer zu sagen, da es wie viele unrentable Musiklabels in die Stille versenkt wurde.
Laut Aussage des ehemaligen Mitgliedes MOK musste das Label 2009 Insolvenz anmelden.

## Künstler (Auswahl)
Folgende Künstler standen bei Sektenmuzik unter Vertrag:
- B-Tight
- Tony D
- Alpa Gun

Folgende Künstler sind Mitglied von der Gruppe Die Sekte, stehen jedoch bei anderen Labels unter Vertrag:
- Sido (steht bei Universal unter Vertrag)
- MOK (steht bei Yo!Musix, seinem eigenen Label unter Vertrag, dessen Vertrieb übernimmt Sony BMG)

Einige der Mitglieder bilden zusammen eigene Gruppen:
- Alles ist die Sekte (kurz A.i.d.S., bestehend aus Sido und B-Tight)
- Grüne Medizin (kurz GMZ, bestehend aus Viruz, Schmoekill, Koeppen und Freddy Cool)

## Diskografie

### Alben
| Jahr | Titel                             | Interpreten                                                                  | Anmerkungen          |
| ---- | --------------------------------- | ---------------------------------------------------------------------------- | -------------------- |
| 2006 | Badboys                           | MOK                                                                          | Mixtape              |
| 2006 | Bad Boys 2                        | MOK                                                                          | Mixtape; indiziert   |
| 2006 | Das Beste                         | MOK                                                                          | Mixtape              |
| 2007 | Sampler 1                         | Alpa Gun, Greckoe, Grüne Medizin, Fuhrman, Bendt, B-Tight, Sido, MOK, Tony D | Sampler              |
| 2007 | Geladen und entsichert            | Alpa Gun                                                                     | Album                |
| 2007 | Ein Level weiter                  | Greckoe                                                                      | Mixtape              |
| 2007 | Psychose                          | Grüne Medizin                                                                | Album                |
| 2007 | HARRYge Angelegenheit             | Harris                                                                       | Mixtape              |
| 2008 | Sampler 2                         | Greckoe, Fuhrman, Bendt, Alpa Gun, Grüne Medizin, B-Tight, Sido, Tony D, MOK | Sampler; indiziert   |
| 2008 | Aufstand auf den billigen Plätzen | Alpa Gun                                                                     | EP                   |
| 2008 | 2 Chaoten                         | Fuhrman und Bendt                                                            | Album                |
| 2008 | Typisch Griechisch                | Greckoe                                                                      | Album                |
| 2008 | Ab in Club                        | Harris, DJ Sweap & DJ Pfund 500                                              | Mixtape              |
| 2009 | Sampler 3                         | Bendt, Fuhrman, Grüne Medizin, Alpa Gun, Greckoe, Sido, B-Tight              | Sampler; indiziert   |
| 2009 | Die Sekte                         | B-Tight, Bendt, Fuhrman, MOK, Sido, Alpa Gun, Tony-D                         | Crewalbum; indiziert |
| 2010 | Almanci                           | Alpa Gun                                                                     | Album                |

### Singles
| Jahr | Titel           | Interpreten             | Album                |
| ---- | --------------- | ----------------------- | -------------------- |
| 2007 | Ausländer       | Alpa Gun                | Geladen & Entsichert |
| 2007 | Verbotene Liebe | Alpa Gun feat. Muhabbet | Geladen & Entsichert |

### Musikvideos ohne Singles
- 2006: Alpa Gun – Das Leben ist ein Schuss (aus Geladen und Entsichert)
- 2007: Grüne Medizin – MV (aus Sampler 1)
- 2007: Grüne Medizin – Psychose (aus Psychose, Clipversion ohne Sido)
- 2007: Harris – Da ist Harry (aus Harryge Angelegenheit)
- 2007: Harris feat. Greckoe – Feiermuzik (aus Harryge Angelegenheit)
- 2007: Harris – Schnipp Schnapp (aus Harryge Angelegenheit)
- 2007: Alpa Gun, Fuhrman & Greckoe – Sampler Nr. 2 (aus Sampler 2)
- 2008: Greckoe, Sido & Alpa Gun – So machen wir das (aus Sampler 2)
- 2008: Alpa Gun – Mein Weg (aus Aufstand auf den billigen Plätzen)
- 2008: Fuhrman & Bendt – Guten Tag (aus 2 Chaoten)
- 2008: Fuhrman & Bendt feat. Grüne Medizin – Hoodboys (aus 2 Chaoten)
- 2008: Greckoe – Typisch griechisch (aus Typisch griechisch)
- 2009: Sido & Alpa Gun – Geht nicht, gibts nicht (aus Sampler 3)
- 2009: Grüne Medizin – Die Truhe (aus "Sampler 3")
- 2009: Die Sekte – Rockstarz (aus Die Sekte)
- 2010: Alpa Gun – Meine Bestimmung (aus Almanci)
- 2010: Alpa Gun – Sor bir bana (aus Almanci)
- 2010: Alpa Gun – Top Story / Ticker (Splitvideo) (aus Almanci)
- 2010: MOK, FreddyCool, Fuhrman, Tamas & Jack Napier – Fard Zur Hölle (Freetrack)

### Sonstige
- 2007: Freitag der 13. (Juice Exclusive!) auf Juice 43
- 2008: Wir sind rap (Juice Exclusiv!) auf Juice 88